# フレデリック・フェネル

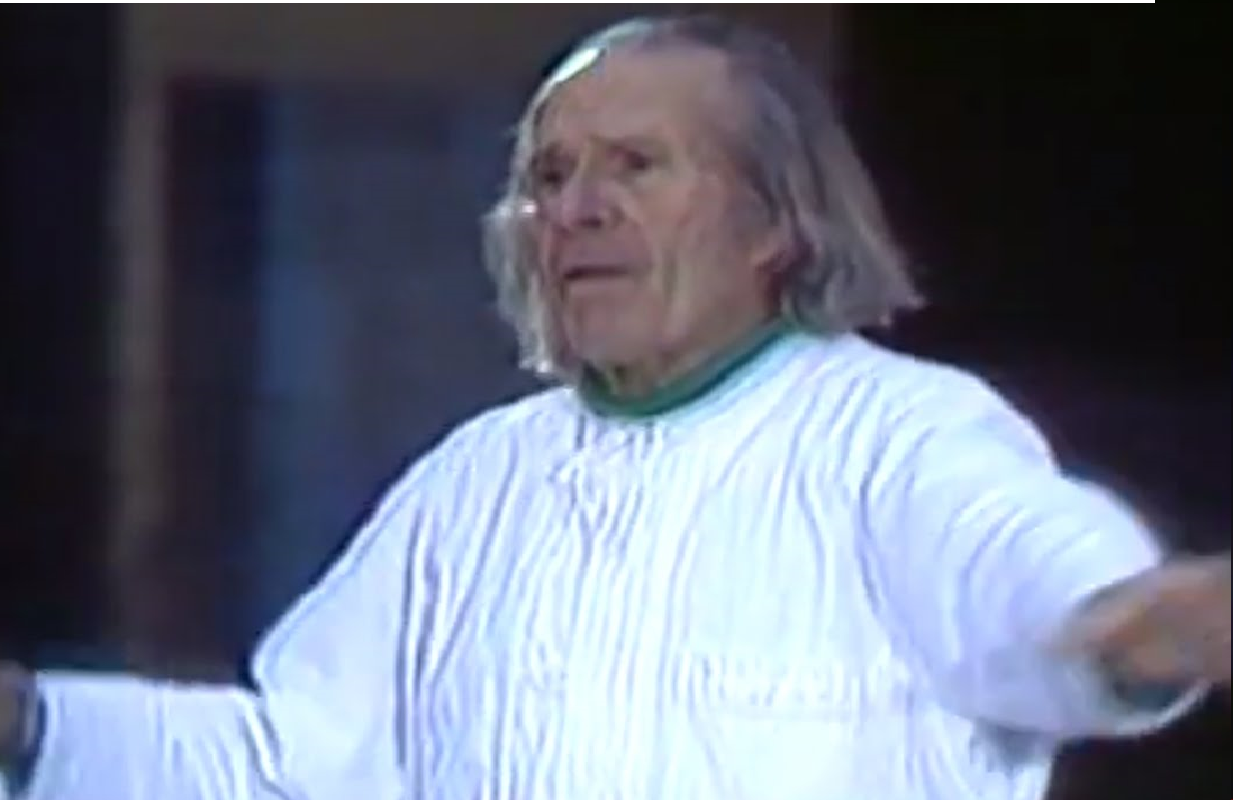
フレデリック・フェネル

フレデリック・フェネル（Frederick Fennell, 1914年7月2日 - 2004年12月7日、90歳没）は、アメリカ合衆国の指揮者。
吹奏楽界で、ジョン・フィリップ・スーザ以来最も指導力と影響力を持つ指揮者の1人であったとも評される。

## 人物・来歴
オハイオ州クリーブランド生まれ。幼少の頃から音楽教育を受け、高校時代にはアルバート・オースティン・ハーディングに指揮を師事する。17歳からインターラーケン音楽キャンプに参加、スーザの指揮で演奏する機会を得たほか、指揮者としてのデビューも果たす。
イーストマン音楽学校にて打楽器を専攻、1937年には学士号、1939年には修士号を取得した。また入学初年からフットボールの試合で演奏するためにマーチングバンドを結成し、座奏による活動（1935年に「イーストマン・シンフォニー・バンド」と命名）の指揮も始めていた。
その後、ロチェスター大学に学んだ後、20歳を過ぎ、奨学生としてザルツブルク・モーツァルテウム音楽大学に留学、ヴィルヘルム・フルトヴェングラーやヘルベルト・アルベルトに師事する。帰国後の1939年、校長のハワード・ハンソンに認められイーストマン音楽学校指揮科の教授に就任。イーストマン・オペラ劇場の音楽監督及びイーストマン室内オーケストラの指揮者を歴任した。
1942年にはタングルウッド音楽センターでセルゲイ・クーセヴィツキーに師事し、同じ受講生のレナード・バーンスタインやルーカス・フォスと知り合う。タングルウッドでの縁で、ボストン・ポップス・オーケストラとの客演指揮者としての関係も始まる。
フェネルは豊かな音色と緻密な合奏効果を得る目的でウインド・アンサンブルを提唱し、1952年、世界初のウインド・アンサンブルであるイーストマン・ウインド・アンサンブルを創立した。同楽団とはマーキュリー・レコードへの録音など活発な演奏活動を行い名声を博す。同時期、ロチェスター・ポップス・オーケストラとも多数の録音を行った。
一パート一人での演奏を基本とするウインド・アンサンブルの構想を最初に得たのは、インターラーケン音楽キャンプに参加した十代のころ、仲間のコルネット奏者から「十人で同じパートを吹くのは気に入らない」と聞いたときだったとフェネルは語っている。イーストマン音楽学校の吹奏楽を指揮して十数年経った1951年2月、オーケストラ部門の学生たちによる管楽合奏作品の演奏会を指揮し、のちにフェネルはこれを、自分が居合わせた最良の演奏会の一つと回想し、イーストマン・ウインド・アンサンブル設立に直接つながったとしている。同じ年に肝炎で入院すると病床で新しい形のアンサンブルの計画を具体化させ、見舞いに来たハワード・ハンソンに構想を伝えると、すぐに賛同が得られたという。
1962年にイーストマン音楽学校の教授職を辞職する。ミネアポリス交響楽団に招かれ、音楽監督スタニスワフ・スクロヴァチェフスキのもとで副指揮者 (assistant conductor) を務める。1965年からはマイアミ大学にポストを得て、既存の吹奏楽プログラムに加えてウインド・アンサンブルを設立する。同校の交響楽団とウインド・アンサンブルの指揮者、1980年からは名誉指揮者として活動した。
1982年から東京佼成ウインドオーケストラに客演し、1984年1月には常任指揮者に就任する。2度のヨーロッパでの演奏旅行でも指揮を務め、1996年には、同楽団より活動の功績を讃え、桂冠指揮者の称号を与えられた。また1990年代初めからダラス・ウインド・シンフォニーの首席客演指揮者を務める。
1997年5月には、アイダホ州立大学より、名誉称号である「Doctor of music」を受ける。
2004年12月7日、アメリカ・フロリダ州の自宅にて死去。90歳没。
フェネルの存在なしに現在の吹奏楽はあり得なかったと評される。

## 受賞歴
- イーストマン学友会表彰（1977年）[1]
- ロチェスター大学最優秀同窓生賞（1981年）[1]
- スーザ賞（1985年）[4]
- 日本吹奏楽学会から、東京佼成ウインドオーケストラと共に、第1回日本吹奏楽アカデミー賞（演奏部門）を受賞（1991年3月）[13]
- レナード・バーンスタインらに次いで7人目のテオドール・トーマス賞を受賞（1994年1月）[14]

## 著書
- Time and the Winds: A Short History of the Use of Wind Instruments in the Orchestra, Band and the Wind Ensemble (G. Leblanc, 1954)
  - タイム&ウィンズ : フレデリック・フェネルの吹奏楽小史 モンテヴェルディからウィンド・アンサンブルまで (1985年) [15]
- The Drummer's Heritage: A Collection of Popular Airs and Official U.S. Army Music (Eastman School of Music, 1956)
- Basic Band Repertory: British Band Classics from the Conductor's Point of View (The Instrumentalist, 1980)
  - ベーシック・バンド・レパートリー ― フレデリック・フェネルの実践的アナリューゼ (1985年)[16]
- The Wind Ensemble (Delta Publications, 1988)
- The Band's Music: Study/performance Essays (Village Press, 1992)
- MUSIC! フレデリック・フェネル、語る (2002年) [17]
- A Conductor's Interpretive Analysis of Masterworks for Band (Meredith Music, 2008)

## 関連文献
- Roger E. Rickson (1993). Ffortissimo: A Bio-discography of Frederick Fennell - The First Forty Years, 1953 to 1993. Ludwig Music Publishing.
- 聴いて フレデリック・フェネル日本での軌跡 (1996年) [18]
- Robert S. Simon (2004). A Tribute To Frederick Fennell. GIA Publications.

## その他
- 1992年、フェネルホールが山梨県甲府市に創設された[1]。